# Langsa
Langsa är en stad i Aceh på norra Sumatra i Indonesien. Folkmängden uppgår till cirka 180 000 invånare.

## Administrativ indelning
Staden är indelad i tre underdistrikt (kecamatan), som i sin tur är indelade i 51 gampong, en administrativ enhet av mindre storlek. Av dessa är 25 av urban karaktär, och resterande är av landsbygdskaraktär.

### Underdistrikt
- Langsa Barat
- Langsa Kota
- Langsa Timur